# Lakehills
Lakehills est une census-designated place située dans le comté de Bandera, dans l’État du Texas, aux États-Unis. Sa population s’élevait à 5 150 habitants lors du recensement de 2010.